# Eidophor

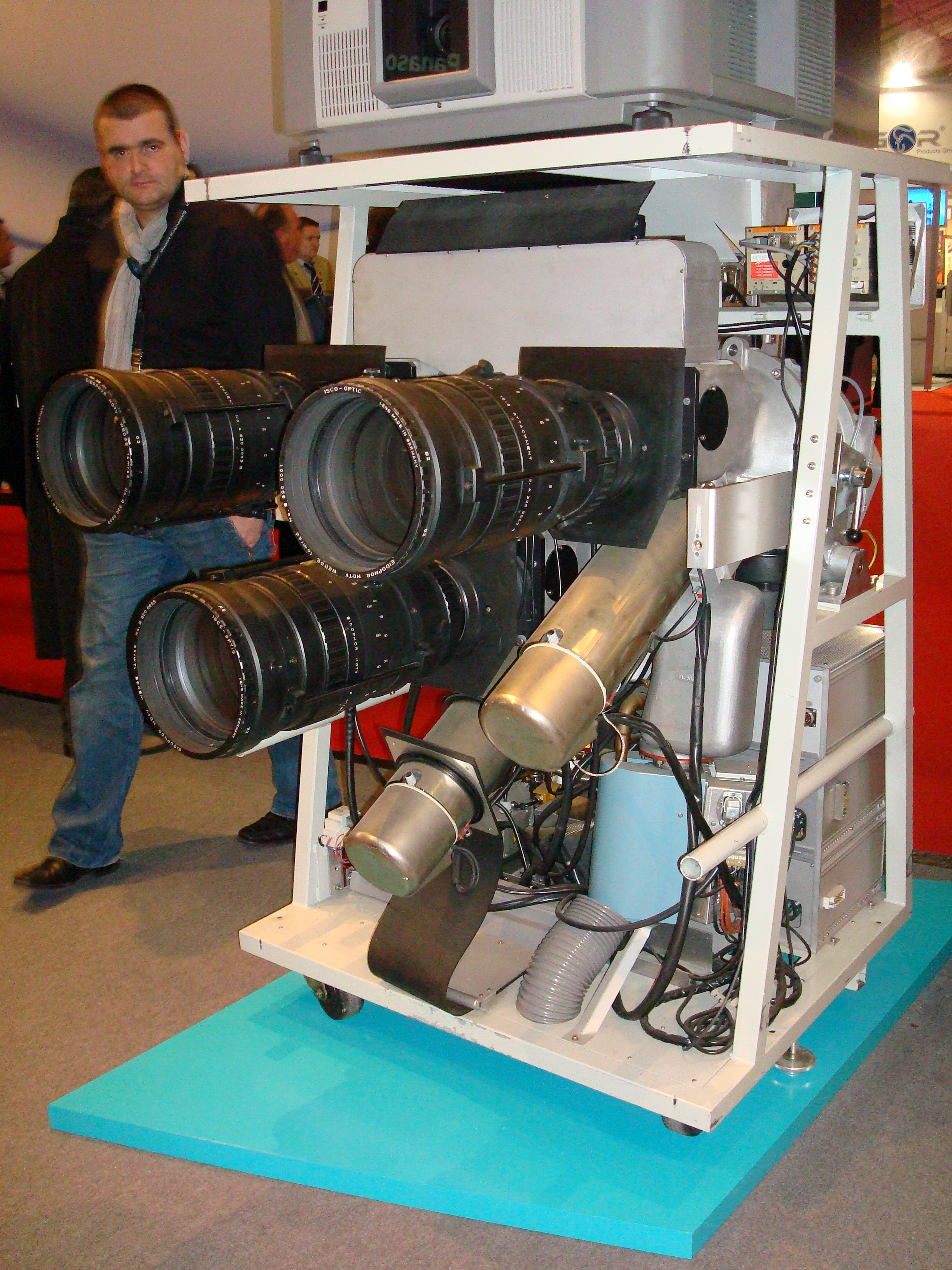
Un Eidophor

L'Eidophor era un videoproiettore progettato per produrre grandi immagini, utilizzato nei cinema, nei teatri e nelle scuole. La parola deriva dal greco eido + phor. Il funzionamento dell'apparecchio si basava principalmente sulla presenza di un relè luminoso che varia la trasparenza a seconda del livello del segnale video.
Venne concepito nel 1939 a Zurigo dall'ingegnere svizzero Fritz Fischer dell'Istituto Federale di Tecnologia. Il primo prototipo risale al 1943. Venne concesso un brevetto dagli Stati Uniti tramite il Patent and Trademark Office, con il n° 2391451.

## Funzionamento
L'Eidophor utilizzava un sistema ottico simile a un tradizionale proiettore di film, ma, al posto della bobina, montava uno specchio rotante e un disco. Il disco era coperto da uno spesso strato di olio trasparente. Attraverso un fascio di elettroni, le cariche elettrostatiche venivano depositate sull'olio, che, deformandosi, creavano una variazione nell'intensità della luce. L'immagine era in bianco e nero, e, per renderla a colori, venne aggiunto un disco rotante con filtri colorati. L'Eidophor era ottanta volte più luminoso dei proiettori CRT del tempo, ed era in grado di produrre immagini di qualità fino a 18 metri di larghezza.

## La NASA e l'Eidophor
L'Eidophor era un dispositivo grande e ingombrante ma di ottima qualità. Venne anche utilizzato dalla NASA nel programma spaziale dove venne implementata una specifica tecnologia per il controllo delle missioni.
Con l'evoluzione dei proiettori, prima LCD e poi DLP, più piccoli ed efficienti, la produzione dell'Eidophor si è conclusa verso la fine degli anni novanta.